# La Princesse au petit pois
La Princesse au petit pois (en danois : Prindsessen paa Ærten, en danois moderne : Prinsessen på ærten), aussi intitulé La Princesse sur le pois ou La Vraie Princesse, est un conte de Hans Christian Andersen paru en 1835.

## L'histoire
Dans un lointain royaume, un prince est à la recherche d'une princesse parée des plus belles qualités pour l'épouser. Il veut épouser ce qu'il appelle une « vraie princesse ». Bien qu'on lui présente des princesses, aucune ne trouve grâce à ses yeux, car aucune ne lui semble être une « vraie princesse ».
Une nuit d'orage, une jeune femme trempée qui dit être une princesse se présente à la porte du château pour demander l'hospitalité. La reine, bien décidée à trouver une épouse digne de son fils, l'accueille et la fait dormir sur une pile de 20 matelas et de 20 édredons en plumes d'eider, sous laquelle elle a auparavant placé, à dessein, un petit pois.
Le lendemain matin, lorsque la reine demande à la princesse si elle a bien dormi, celle-ci lui répond qu'elle a passé une nuit épouvantable, gênée qu'elle a été par la présence de quelque chose de si dur que son corps est couvert d'hématomes. Une peau aussi sensible ne peut être que celle d'une authentique princesse. Persuadé alors de sa délicatesse, le prince l'épouse et le petit pois devient une des pièces maîtresses du musée royal.

## Hommages et postérité

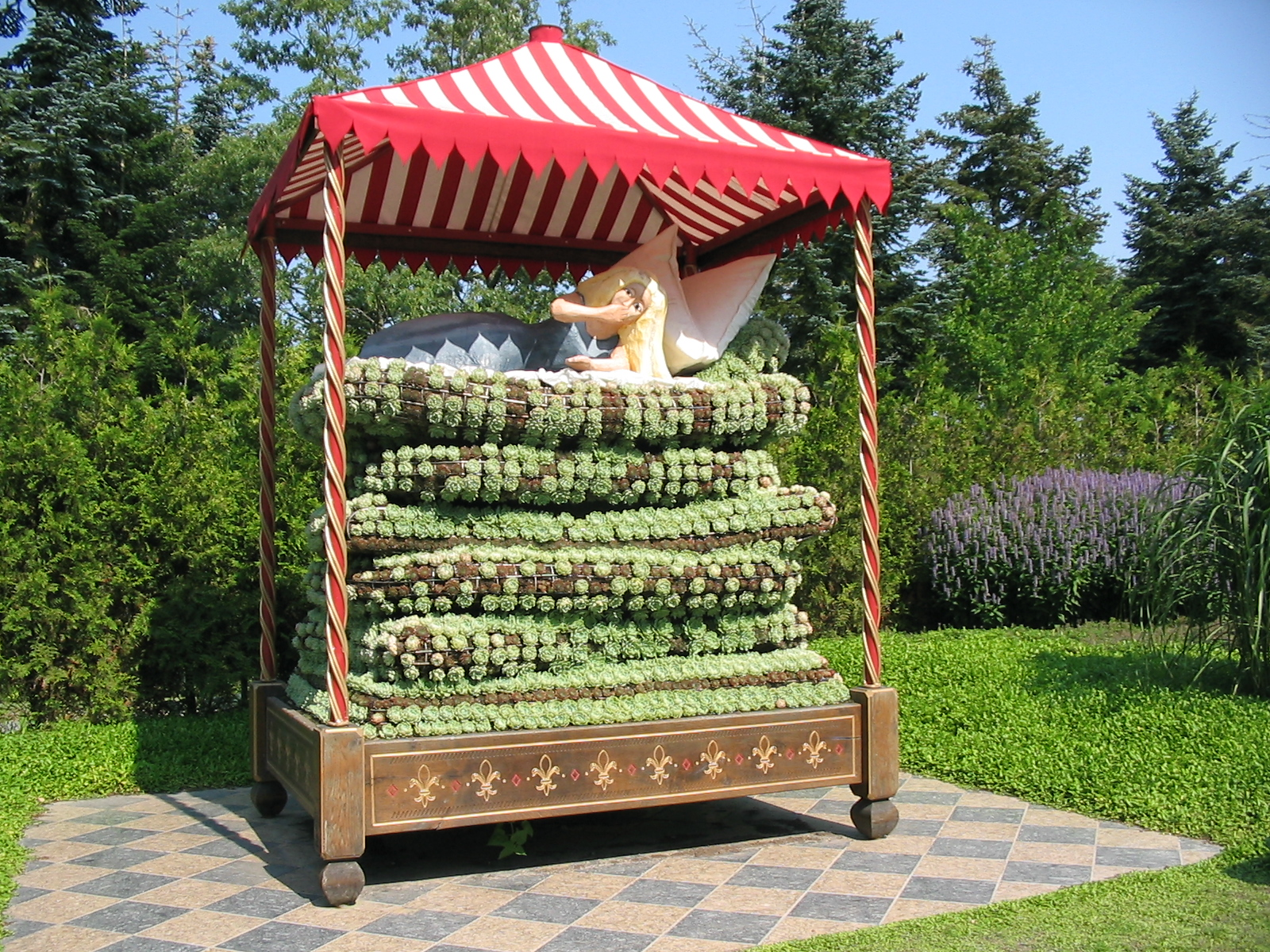
Représentation de la Princesse sur son lit au parc floral de Jesperhus (Danemark)

En 1927 au Festival Deutsches Kammermusikfest de Baden-Baden, a lieu la création de l'opéra pour enfants Die Prinzessin auf der Erbse (La princesse sur le petit pois) du compositeur allemand Ernst Toch.
La princesse au petit pois est le premier des Trois contes, opéra pour voix et ensemble, de Gérard Pesson.
Le groupe français de rock Mustang a repris le titre du conte pour l'une des chansons de son album Tabou paru en octobre 2011[source secondaire souhaitée].
Un film d'animation de Marc Swan, sorti en 2002 (La Princesse au petit pois), reprend la trame du conte en ajoutant de nombreuses intrigues[source secondaire souhaitée].
Le roman jeunesse D'or et d'oreillers de Flore Vesco, paru en 2021 à L'École des loisirs, réécrit ce conte. Il a notamment été récompensé du Grand Prix SGDL du roman jeunesse 2022. Il a été adapté en bande dessinée en 2024 par Mayalen Goust aux éditions Rue de Sèvres[source secondaire souhaitée].